# Crowdsurfing

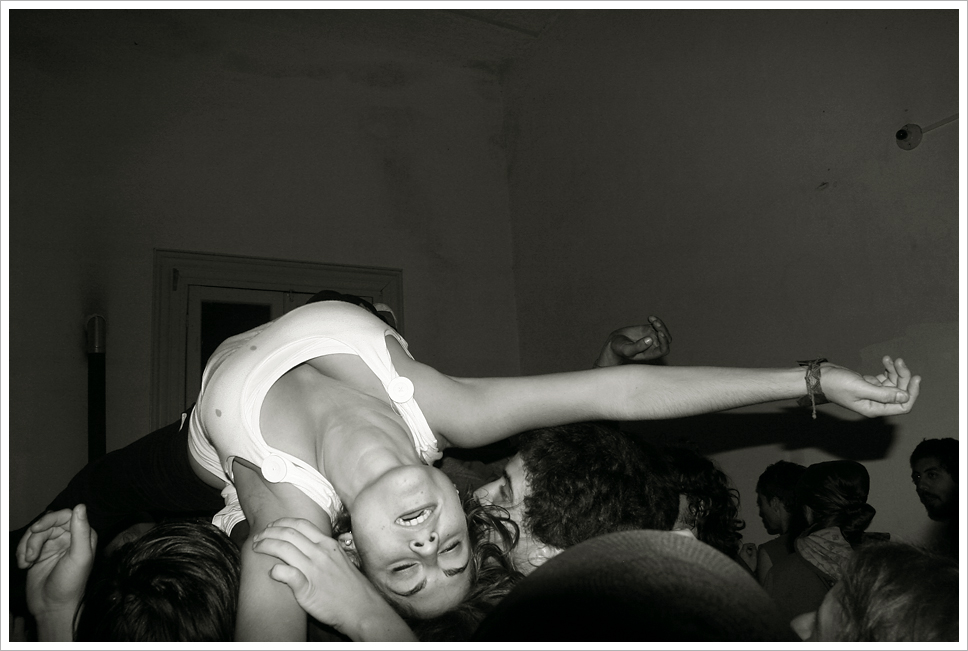
Crowdsurferin

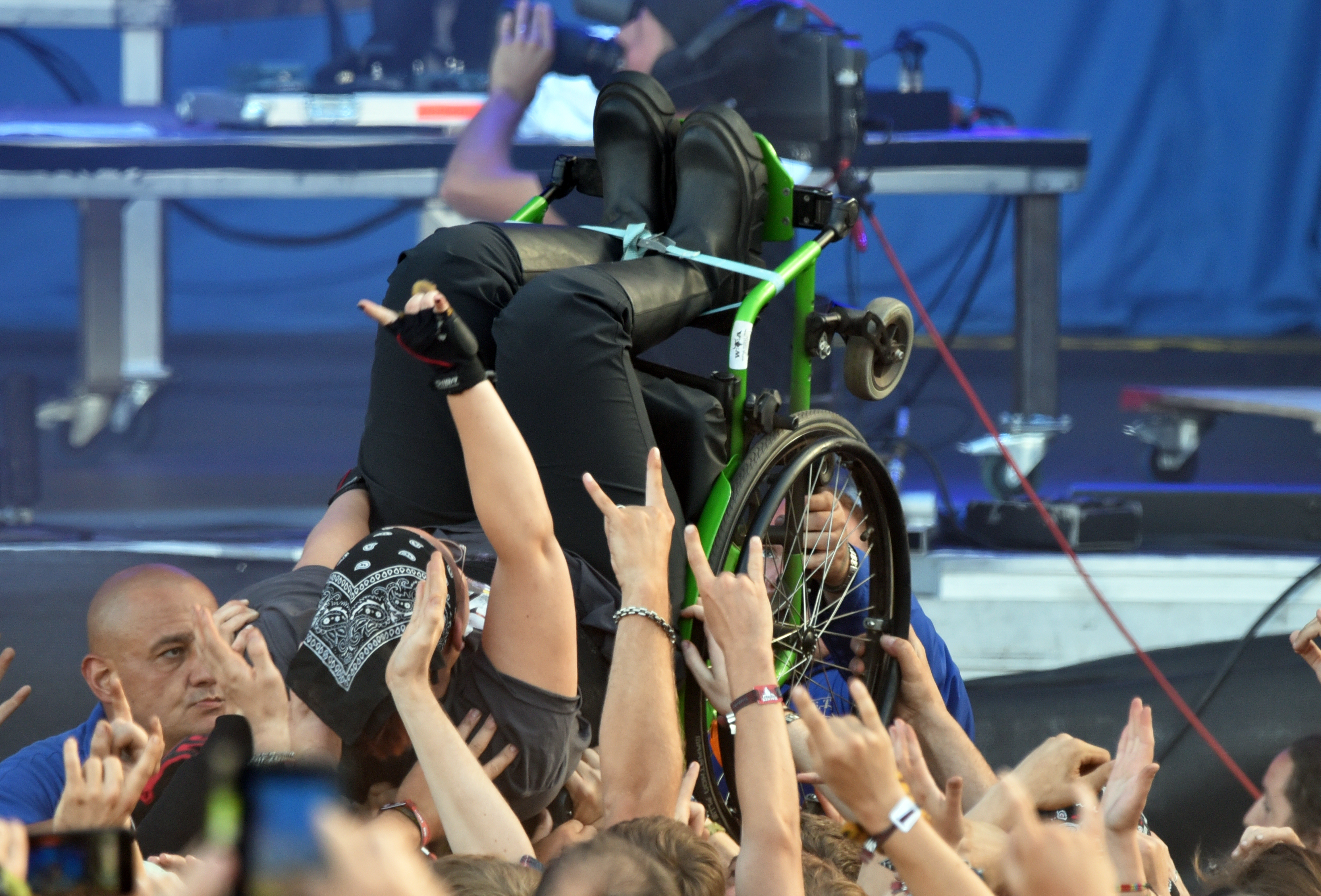
Rollstuhlfahrerin beim Crowdsurfing

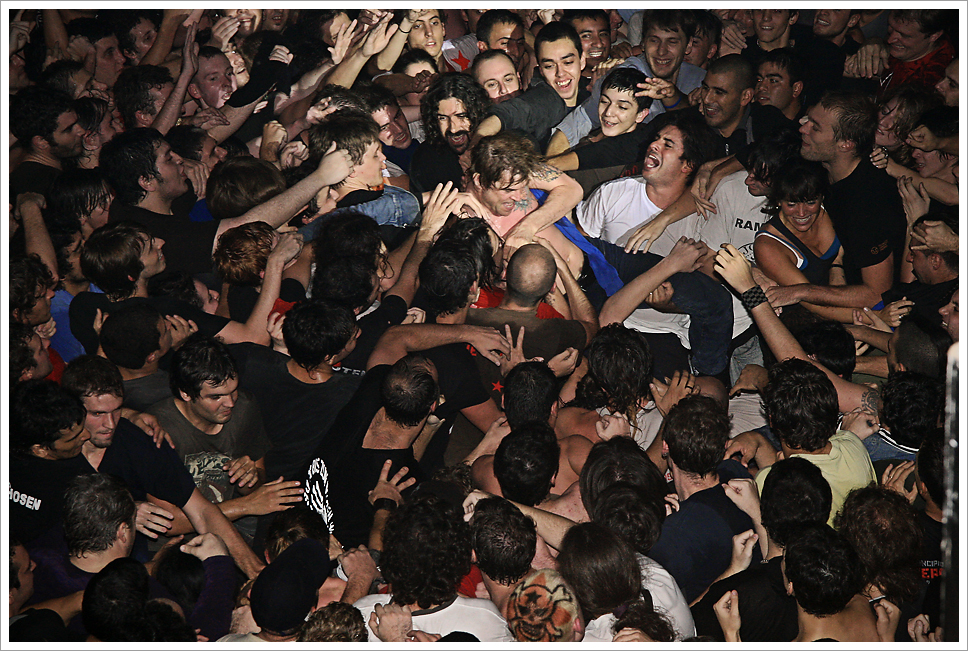
Campino beim Crowdsurfing

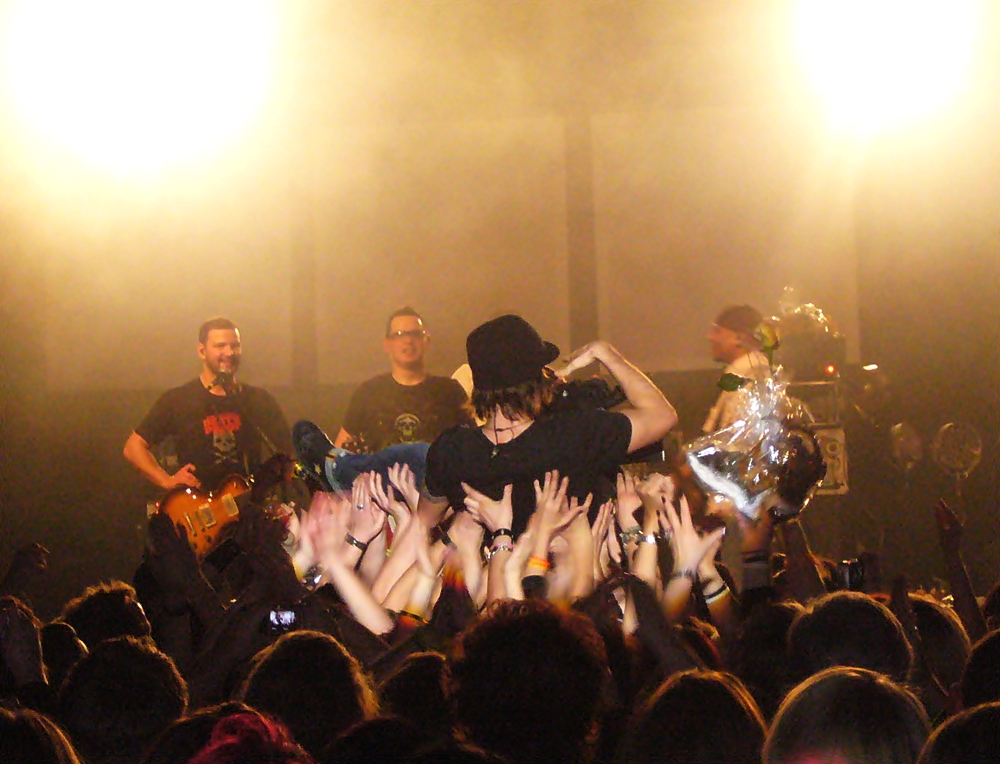
Thomas Godoj am 6. März 2009 in Ulm beim Stagediving

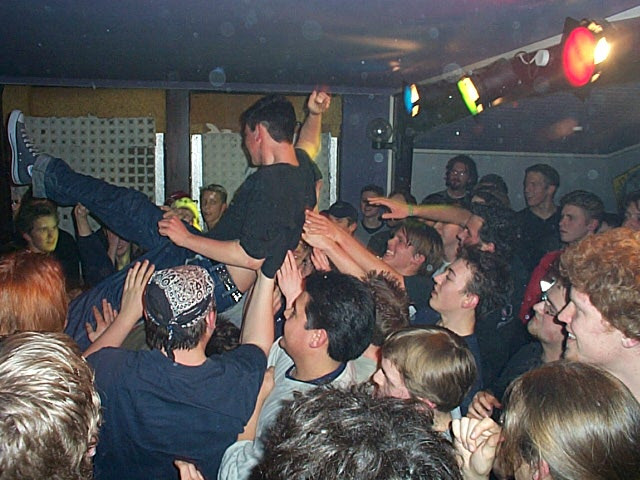
Crowdsurfer bei einem Konzert der Punkband Ashtray

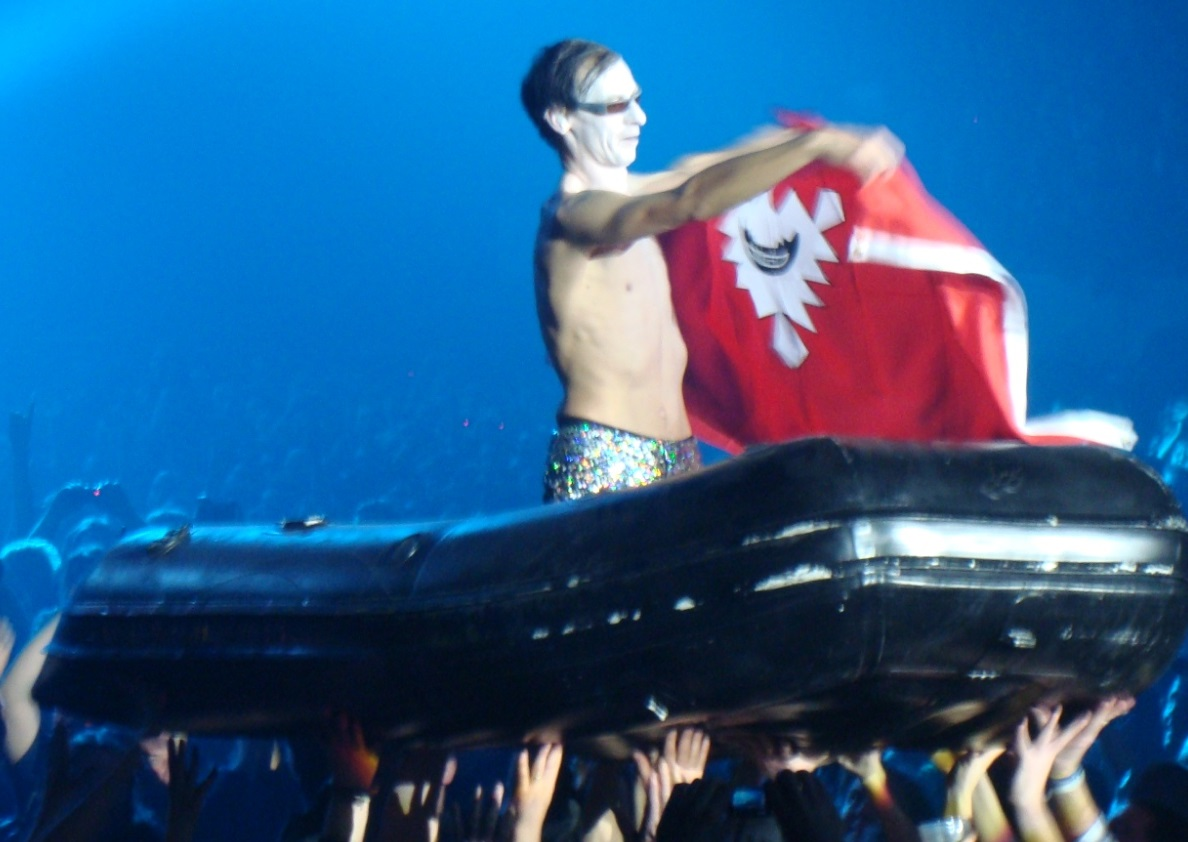
Flake beim Crowdboarding

Als Crowdsurfing bezeichnet man eine Betätigung auf einem Konzert, insbesondere auf Rock-, Punk- oder Metal-Konzerten. Ein Anwesender auf dem Konzert wird – auf dem Rücken oder Bauch liegend – von der Menge über die Menschen getragen, quasi ein „Surfen“ über dem Publikum (englisch crowd ‚Menschenmenge‘). Es kommt vor allem bei größeren Shows und auf Musikfestivals vor.

## Ausführung
Es gibt verschiedene Möglichkeiten: Entweder man lässt sich von jemandem ein Stück hochwerfen, beispielsweise indem eine Räuberleiter gemacht wird und man sich dann rücklings auf die Hände des Publikums werfen lässt. Eine andere Möglichkeit ist, sich an den Schultern des Vordermannes festzuhalten und selbst zu „klettern“. Arme und Beine werden ausgestreckt und man liegt auf den Händen des Publikums. Nun wird man durch die Menge weitergereicht. Es besteht auch die Möglichkeit, den eigenen Körper zu rollen, um die Richtung zu beeinflussen. Für gewöhnlich befördert man sich so weiter nach vorne zur Bühne.

### Stagediving
Eine weitere Möglichkeit ist das Stagediving (englisch stage ‚Bühne‘ und diving ‚Tauchen‘), also Crowdsurfing, nachdem ein Künstler von der Bühne gesprungen ist. Lässt er sich vom Publikum auffangen, so kann auch er auf der Menge surfen.
Bei kleineren Konzerten ist es aber durchaus auch üblich, dass Bands Zuschauer auf die Bühne lassen. Somit kann man gut in die Menge springen und sich treiben lassen. Verletzungsgefahr besteht aber immer, vor allem wenn zu wenige Menschen da sind oder zu viel gemosht wird. Am 24. Januar 2014 verstarb ein 28-jähriger Mann an den Folgen eines Stagedives, den er zwei Tage zuvor in der Solothurner Kulturfabrik Kofmehl anlässlich eines Hardcore-Konzerts verübt hatte.
Erfunden wurde das Stagediving vermutlich vom Leadsänger des Gospel-Quintetts Five Blind Boys of Mississippi, Archie Brownlee, der unter anderem dafür bekannt war, in Konzerten in die Zuschauermenge zu springen.

### Feet First
Unter Feet First wird die extreme Version des Stagedivings verstanden. Dabei wird mit den Füßen oder Knien voran in die Menge gesprungen. Dies führt zu einem hohen Verletzungsrisiko des auffangenden Publikums durch Fußtreffer und kann unter Umständen als Körperverletzung strafrechtlich relevant sein. Zudem werden „Feet-Firsts“ auch in den meisten Fällen, selbst auf härteren Konzerten, als Verletzung der „Spielregeln“ angesehen. „Feet-First-Diver“ werden oft nach einem solchen Sprung angesprochen oder aus dem Moshpit gezerrt, häufig ist auch die Variante zu beobachten, dass sie, wenn sie zum zweiten Sprung ansetzen, ins Leere springen, weil im Moshpit solchen „Spielverderbern“ sofort Platz für eine harte Landung gemacht wird.

### Crowdboarding
Eine Variante des Crowdsurfings ist das Crowdboarding, das gelegentlich von den Musikern selbst durchgeführt wird. Hierfür wird ein Surfboard (zum Beispiel bei den Beatsteaks), ein normales Brett, der Deckel eines Setcases oder ein Schlauchboot (zum Beispiel bei Rammstein) auf die ersten Reihen des Publikums gelegt, das dann von einem Musiker besetzt wird. Dieser begibt sich damit auf die Reise über die schaukelnden „Wellen“ des Publikums. Der Musiker kann dabei sitzen oder auch stehen.

### Wirkungen
Meistens geht es den Surfern um Spaß und Erlebnis. Das Crowdsurfing in Richtung Bühne wird auf Konzerten allerdings auch häufig verwendet, wenn ein Zuschauer aus der Menge herauskommen möchte. Er „surft“ dann in Richtung Bühne, vor der sich bei Konzerten und Festivals oft eine Absperrung (meist ein sogenannter Bühnengraben) befindet, in den das Sicherheitspersonal die ankommenden Surfer hebt.

### Verbote auf Festivals

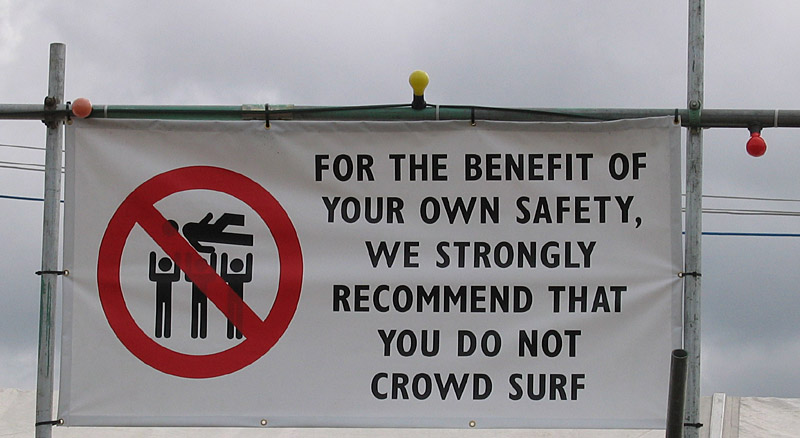
Festivalwarnschild beim Reading Festival

Auf einigen Musikfestivals und einigen Konzerten ist das Crowdsurfing verboten, da durch die Crowdsurfer oft Verletzungen hervorgerufen wurden. So wurde zum Beispiel beim Southside-Festival der größte Teil der Verletzungen durch aggressives Crowdsurfing verursacht. Dabei kam es in den meisten Fällen zu Kopf- und Nackenverletzungen. Seit 2006 werden deswegen aufgefallene Surfer für einen Tag vom Festivalgelände ausgeschlossen.